# Trung tâm biểu diễn nghệ thuật

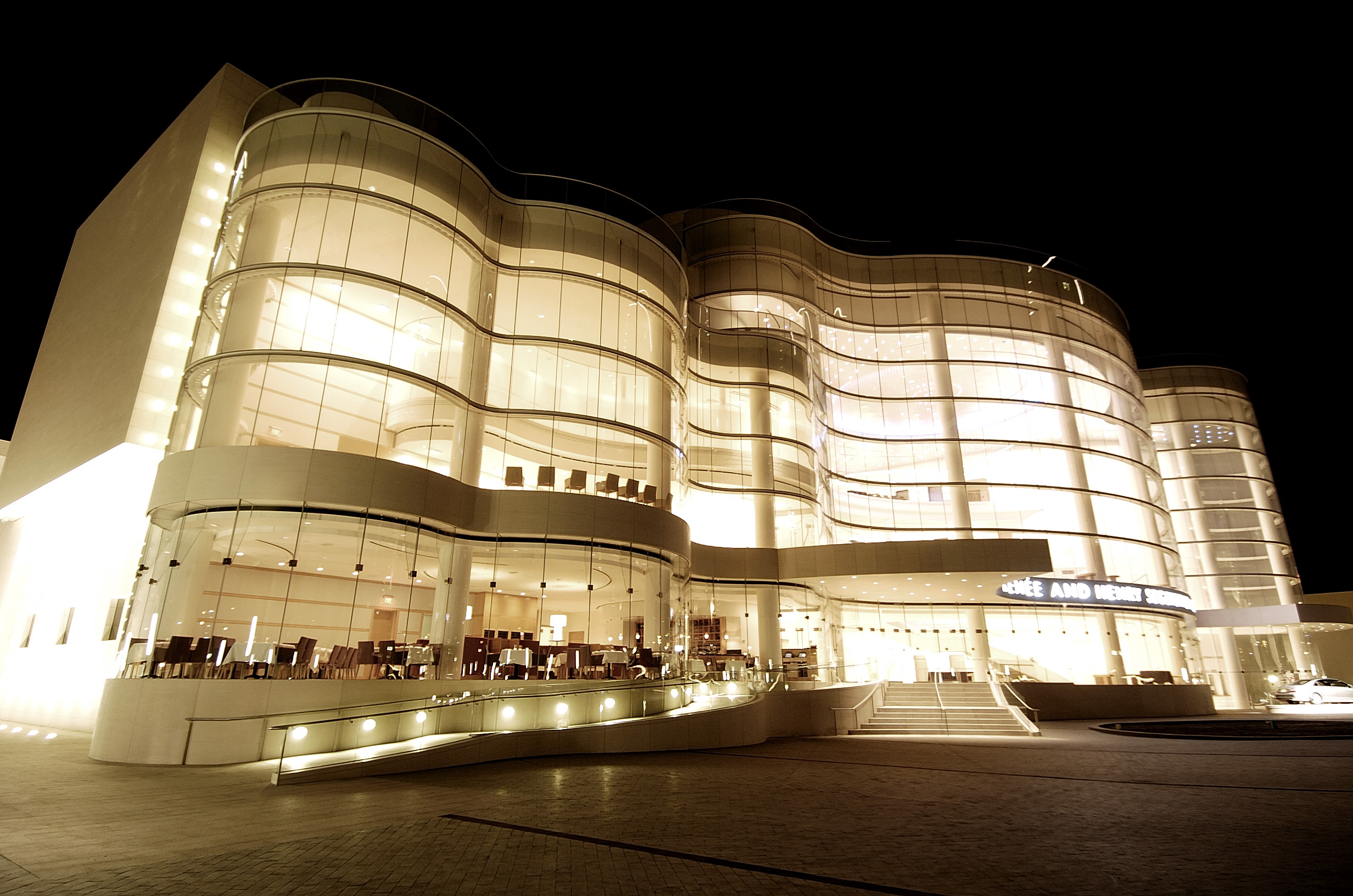
Phòng hòa nhạc Segerstrom thuộc Trung tâm Nghệ thuật Segerstrom (Hoa Kỳ)

Trung tâm biểu diễn nghệ thuật hay không gian biểu diễn nghệ thuật (tiếng Anh: performing arts center, viết tắt PAC) được dùng để chỉ:
- Một không gian trình diễn đa năng hướng tới việc sử dụng cho đa dạng các loại hình nghệ thuật biểu diễn như: vũ đạo, âm nhạc và sân khấu kịch.

Việc hướng tới sử dụng đa chức năng của các trung tâm biểu diễn nghệ thuật theo nghĩa này tạo nên nét riêng biệt với các phòng hòa nhạc, nhà hát opera hay nhà hát nói chung vốn đơn chức năng, mặc dù việc sử dụng thực tế của các không gian đơn chức năng dành cho mục đích khác lại phổ biến hơn công dụng đã định trước của chúng. Kiểu không gian này có lịch sử lâu đời, trong đó có kiến trúc đấu trường La Mã và các nhà hát Hy Lạp.
- Một cụm các không gian trình diễn, không là những công trình riêng biệt thì là dưới cùng một vòm mái, mỗi không gian được thiết kế cho một mục đích riêng ví dụ như biểu diễn nhạc giao hưởng hay nhạc thính phòng hoặc sân khấu kịch, nhưng đại thể là đa chức năng. Phiên bản hiện đại của nó ra đời chỉ mới từ thập niên 1960.[1]